# Mira Murati
Mira Murati é uma engenheira albanesa ex-diretora executiva  da OpenAI, que mora nos Estados Unidos. Ela é diretora de tecnologia da OpenAI, empresa que desenvolve o ChatGPT, um chatbot de inteligência artificial.

## Infância e educação
Nasceu em 16 de dezembro de 1988 em Vlorë, Albânia, de pais albaneses.
Ela se formou em Engenharia Mecânica na Thayer School of Engineering no Dartmouth College em 2012.

## Carreira
Em 2011, Murati iniciou a sua carreira como estagiária na Goldman Sachs no Japão.
De 2012 a 2013 trabalhou na empresa aeroespacial francesa Zodiac Aerospace.
Em 2013 conseguiu o seu primeiro emprego relacionado com a inteligência artificial: nomeada Gestora de Produto Sênior na Tesla, assistiu ao lançamento das primeiras versões do Autopilot.
Em 2016 começou a trabalhar na Leap Motion em um sistema de realidade aumentada para substituir os teclados como vice-presidente de produto e engenharia.
Em 2018 Murati ingressou na OpenAI, tornando-se mais tarde CTO (Diretora de tecnologia), onde liderou o desenvolvimento do ChatGPT e do DALL-E.Ela é uma defensora da regulamentação da IA.
Em 2023, Mira Murati foi nomeada pelo Conselho da OpenAI como CEO, substituindo Sam Altman que estava exercendo as funções de CEO desde 2015. No entanto, ele foi destituído em 2023 pelo Conselho e, no lugar, Murati assumiu o cargo como CEO interina. No entanto, após dias da demissão, a OpenAI readmitiu Sam Altman e ele foi nomeado novamente, com ajuda da Microsoft, como o 3º CEO da OpenAI (2023-presente).